# Ján Valach
Ján Valach   (Myjava, 19 d'agost de 1973) és un exciclista eslovac, professional des del 1999 al 2010. Guanyador de nombrosos campionats nacionals tant en ruta com en contrarellotge. Actualment és un dels directors esportius del Bora-Hansgrohe.

## Palmarès
Palmarès.
- 1996
  - 1r al Tour de la Somme i vencedor d'una etapa
  - 1r a la Volta a Eslovàquia i vencedor de 2 etapes
- 1997
  -  Campió d'Eslovàquia en ruta
- 1998
  -  Campió d'Eslovàquia en ruta
  -  Campió d'Eslovàquia en contrarellotge
- 1999
  -  Campió d'Eslovàquia en ruta
- 2001
  -  Campió d'Eslovàquia en ruta
  -  Campió d'Eslovàquia en contrarellotge
  -  Campió d'Eslovàquia en contrarellotge per equips
  - Vencedor de 2 etapes a la Volta a Egipte
- 2002
  -  Campió d'Eslovàquia en contrarellotge
  -  Campió d'Eslovàquia en contrarellotge per equips
- 2003
  - 1r a la Copa dels Carpats
- 2008
  - 1r al Völkermarkter Radsporttage
- 2009
  - Vencedor d'una etapa al Gran Premi Bradlo